# Barão do Real Agrado
Barão do Real Agrado é um título nobiliárquico criado por D. Maria I de Portugal, por Decreto de 13 de Março de 1805, em favor de Joana Rita de Lacerda Castelo Branco, depois 1.ª Viscondessa do Real Agrado.
Titulares
1. Joana Rita de Lacerda Castelo Branco, 1.ª Baronesa e 1.ª Viscondessa do Real Agrado;
2. Inácio Xavier de Seixas Lemos Castelo Branco, 2.° Barão e 2.° Visconde do Real Agrado.